# Paraclius opulentus
Paraclius opulentus är en tvåvingeart som beskrevs av Van Duzee 1930. Paraclius opulentus ingår i släktet Paraclius och familjen styltflugor. Inga underarter finns listade i Catalogue of Life.